# Fuji (miasto)
Fuji (jap. 富士市 Fuji-shi) – miasto w Japonii, na wyspie Honsiu (Honshū), u podnóża góry Fudżi (Fuji-san), nad zatoką Suruga (Ocean Spokojny), w prefekturze Shizuoka.

## Położenie
Miasto leży w środkowej części prefektury nad zatoką Suruga. Graniczy z miastami:
- Fujinomiya
- Shizuoka
- Numazu
- Susono
- Gotenba

## Historia
Miasto powstało 1 listopada 1966 roku.

## Przemysł
W mieście rozwinął się przemysł: maszynowy, włókienniczy, chemiczny, papierniczy oraz spożywczy.